# 剑南街道 (丰城市)
剑南街道，是中华人民共和国江西省宜春市丰城市下辖的一个乡镇级行政单位。

## 行政区划
剑南街道下辖以下地区：
南郊社区、丁家社区、东郊社区、剑南社区、荔棚社区、华光社区、庄前社区、东门社区、津头社区、荷塘社区、桥李社区、南沙社区、剑东社区、上淇社区、剑江社区、龙光社区、剑桥社区、罗坊村、金角村和淇湖村。